# Morski Park Narodowy Curieuse
Curieuse Marine National Park – morski park narodowy utworzony 11 czerwca 1979. Jest drugim po Sainte Anne największym parkiem morskim Seszeli (1370 ha morza).
Wyspa Curieuse leży ok. 2 km na północny wschód od wyspy Praslin – drugiej co do wielkości wyspy Seszeli. Na wyspie występuje wiele roślin endemicznych. W czerwcu 1979 r. wyspa Curieuse z otaczjącymi ją wodami otrzymała status morskiego parku narodowego. W granicach parku znajduje się cała powierzchnia wyspy (2,86 km²) i kanał pomiędzy Curieuse i Praslin. Obszar lasu mangrowego w zatoce Laraie Bay na zachodzie wyspy, działa jak filtr zapobiegający zamulaniu rafy i miejsc służących do rozmnażania wielu ważnych gospodarczo gatunków ryb oraz hodowli żółwi morskich w wodach Turtle Pond oddzielonych od zatoki.